# 17459 Andreashofer
17459 Andreashofer è un asteroide della fascia principale. Scoperto nel 1990, presenta un'orbita caratterizzata da un semiasse maggiore pari a 2,2530038 UA e da un'eccentricità di 0,1804040, inclinata di 6,11556° rispetto all'eclittica.
Il nome si riferisce al patriota tirolese Andreas Hofer.